# Шипохвіст Томаса
Шипохвіст Томаса (Uromastyx thomasi) — представник роду Шипохвостів з родини Агамових. Інша назва «оманський шипохвіст».

## Опис
Загальна довжина становить 26 см. Хвіст дуже короткий (28-34 % довжини тіла), широкий і сплощений дископодібний. У цього шипохвоста на хвості є 11-13 рядків луски, і лише бічні мають шипи, решта наділені лише жорстким кілем. На задніх кінцівках є 12-19 стегнових пір з кожної сторони.
Забарвлення сталеве або оливково-зелене з металевим відливом з розкиданими темними цяточками, уздовж хребта тягнеться широка червонувато-коричнева смуга. Черево жовтувато-білого забарвлення. В період парування забарвлення стає яскравішим і більш насиченим, на голові з'являються червонуваті або помаранчеві плями. Дитинчата і статевонезрілі особини мають 6 поперечних темних смуг з боків тулуба й голови, на спині часто є нечисленні округлі помаранчеві плями, з віком смуги і плями зникають, черевна сторона у них біла.

## Спосіб життя
Полюбляє прибережні рівнини, вкриті переважно піщаними ґрунтами з численними ваді (сухими руслами водотоків), часто з характерною рослинністю. Уздовж ваді риє свою нору завдовжки від 45 до 165 см на глибині близько 40 см від поверхні, при цьому вхідний отвір завжди більше у ширину, ніж в висоту. При небезпеці стрімголов кидається у найближчу нору і, забравшись всередину, затикає прохід своїм броньованим хвостом. Харчується комахами та рослинною їжею.
Це яйцекладна ящірка. Парування починається наприкінці лютого. Вагітність тривала 35 днів. Самиця на початку травня відкладає 9-16 яєць. Через 81-83 дня з'являться молоді шипохвости. За сезон буває 2 кладки.

## Розповсюдження
Це ендемік Оману.